# 田中沙耶
田中沙耶（5月17日—）是生于日本大阪府的女性声优。青二製作所属。

## 经历
青二塾大阪校第33期学生。

## 人物
爱好包括参观神社寺庙、京都漫步、閱讀、鉴賞舞台剧和滑雪。特长则是书法和歌唱。
方言为大阪方言。
持有初中教师执照（日语）、高中教师执照（日语、书法）、普通汽车驾驶执照。
和寫真偶像森脇芹渚是兒時好友。

## 演出作品
※粗體字為主要角色。

### 电视动画
2019年
- 魔法水果籃（女学生、草摩桃）

2020年
- 鬼太郎 第6作（女）
- 夢夢貓（蓝田结衣）
- 数码宝贝大冒险：（播音员）
- 總之就是很可愛（小孩）
- IDOLiSH7 第2期（女高中生A）
- 黃金神威（少女团员）

2021年
- 工作細胞（血小板5）
- Vivy -Fluorite Eye's Song-（女子）
- ONE PIECE（艺人）
- 櫻桃小丸子（女子1、店员）
- D_CIDE TRAUMEREI THE ANIMATION（女子B）
- 数码宝贝幽灵游戏（女学生、女大学生、女高中生）
- 舞伎家的料理人（舞伎）

2022年
- 街角魔族 2丁目（鶴牧）
- 森林家族 芙蕾雅的快樂日記（萊拉[5]）

2023年
- 别当欧尼酱了！（小平诚）
- 森林家族 芙蕾雅的GO FOR DREAM！（萊拉[6]）

2024年
- 愚蠢天使與惡魔共舞（女性1）
- 森林家族 芙蕾雅的小秘密（萊拉[7]）

### 网页动画
- HELLO OSAKA（和平缔造者）

### 游戏
2019年
- 机器人少女Z ONLINE（Bug酱[8]）
- 幽界之門 - 朧 -（安长姬、狛犬）

2020年
- 逆轉奧賽羅尼亞（拉比莉[9]）
- VALIANT TACTICS（碎矛科里[10]）

2021年
- 動物朋友3 （豹）

2022年
- 异度神剑3

### 旁白
- 中居大師說（TBS電視台）
- 全明星感謝祭（TBS電視台） [11] [12]
- LOVE it!（TBS電視台、拉比）[13]
- 黎明的拉维特！（TBS電視台、拉比）[14]